# Ponte secco
Il ponte secco (chiamato Мост на сувом, Суви мост in serbo) è un ponte a Zrenjanin, in Serbia.
Viene chiamato così perché non attraversa nessun ostacolo siccome il corso d'acqua che c'era una volta è stato deviato.

## Storia
Il ponte è stato costruito nel 1962 dall'ingegnere Rada Janjatov per connettere il centro di Zrenjanin al quartiere di Mala Amerika. 
Nel 1985, è stato prosciugato il pezzo del meandro del fiume Bega che passava sotto il fiume, facendolo così diventare inutile, e quindi venne chiuso.
Nel 2015 le autorità cittadine hanno pianificato di abbattere il ponte ma i cittadini si sono opposti per farlo rimanere in piedi siccome ormai era divenuto un simbolo della città.

## Struttura
Il ponte è sorretto da due piloni, il più alto, a forma di torre è alto 23 metri, mentre l'altro, a forma di A è alto 16 metri.
Entrambi i piloni sono fatti di acciaio e cemento e il suo cavo di sospensione è formato da 102 fili di acciaio.